# Alonso de Acevedo
Alonso de Acevedo (Vera de Plasencia, 1550 – ...) è stato un poeta spagnolo.

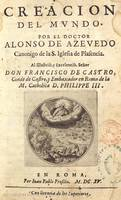
Creación del mundo, l’opera più famosa di Alonso de Acevedo.

Risiedette a lungo a Roma, dove diede alla luce il poema La Créacion del mundo (1615), ispiarato da Semaine.